# Куршю-Нярія
Куршю Нярія (лит. Kuršių nerijos nacionalinis parkas) — національний парк Литви, що розташований на заході країни і займає східну частину території Куршської коси (50 км, що належать Литві). Піщані дюни Куршської коси відокремлюють прісні води Куршської затоки від солонуватих вод Балтійського моря на заході. Задля збереження унікальних ландшафтів у 1991 році був утворений національний парк. 1997 року національний парк увійшов до федерації EUROPARC. У резерваті заборонена будь-яка людська діяльність, окрім наукових спостережень і досліджень.

## Ландшафт
Утворення Балтійського моря пов'язане з останнім відступанням скандинавського льодовика, який 13 тис. років тому полишив сучасну територію Литви. Талі води утворили Балтійське льодовикове озеро, яке проіснувало 3 тис. років, поки льодовик через канал в центральній Швеції (біля гори Біллінген) не звільнив шлях солоним атлантичним водам. Таким чином утворилось солоне Іолдійове море. 9,5 тис. років тому ізостатичні рухи відокремили акваторію Іолдійового моря від Атлантики — утворилось Анцилове озеро. 7,5 тис. років тому нова трансгресія атлантичних вод призвела до утворення Літоринового моря. В період існування якого (до 4,5 тис. років тому) утворився сучасний рельєф узбережжя Балтійського моря, в тому числі лагуни, дюни, коси.

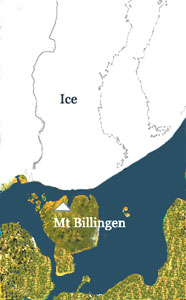
Кінець епохи Балтійського льодовикового озера
Епоха Анцилового озера
Епоха Літоринового моря

Клімат коси приморський, що в значній мірі залежить від погоди Балтійського моря. Річна кількість сонячного випромінювання 90 ккал/см². Тривалість сонячного сяйва 1982 годин на рік (39 % від потенційно можливого) — це найбільший показник в Литві. На узбережжі переважають західні й південні вітри, середня швидкість 5,5 м/с. Штормові вітри бувають в середньому 20 днів на рік. Через вплив моря, восени і взимку тепліше, ніж навесні — температура повітря відрізняється від східних регіонів країни на 3…3.5°C. Відносна вологість повітря в зимовий період складає 82 %, навесні — 76 %. Тумани досить часті, до 66 днів на рік. Річна сума атмосферних опадів становить 643 мм (170—180 днів на рік з опадами). 75 % опадів припадає на теплу пору року. Сніг у національному парку з'являється наприкінці листопада; постійний сніговий покрив утворюється наприкінці грудня або на початку січня. Це на 10-15 днів пізніше, ніж в інших регіонах Литви.

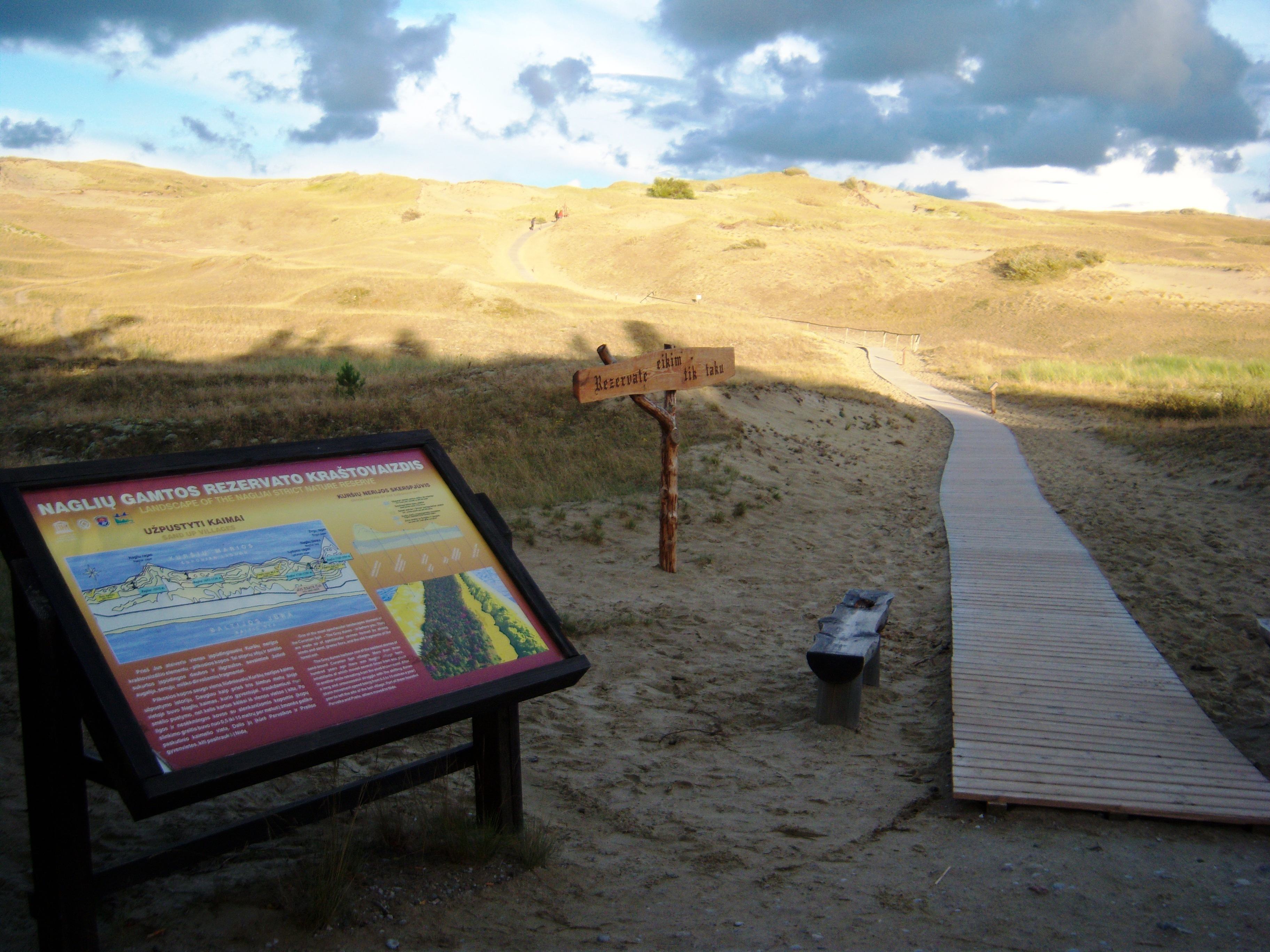
Піщані дюни поблизу Нярінги
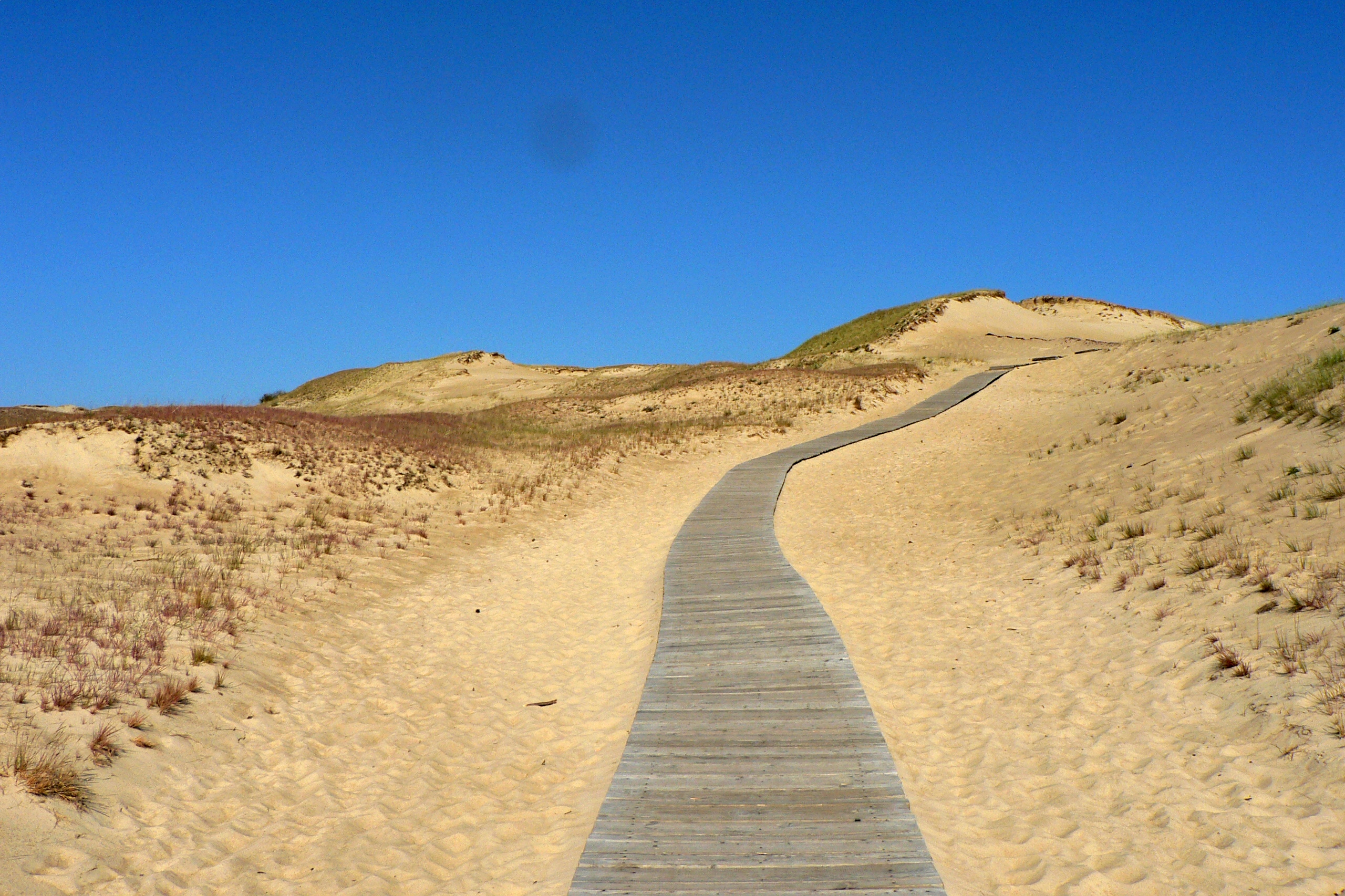
Піщані дюни влітку
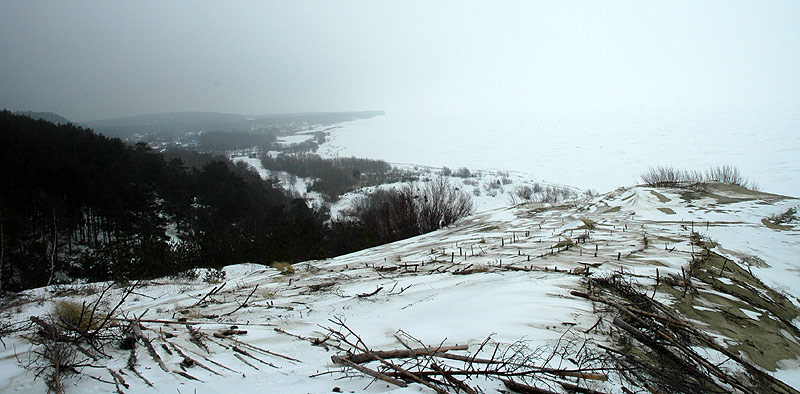
Піщані дюни взимку
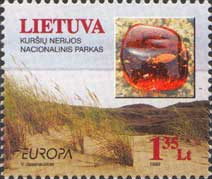
Литовська поштова марка присвячена Куршській косі
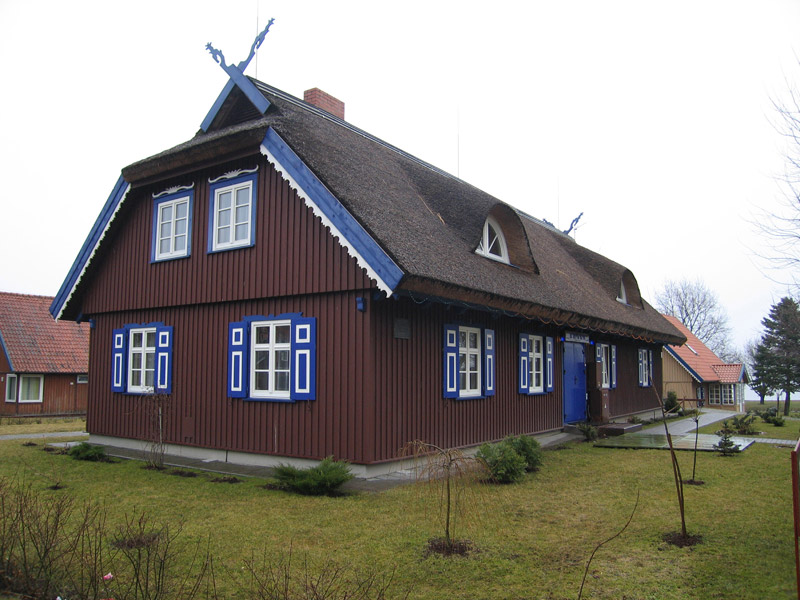
Будинок в національному стилі в Ніді

## Флора
На території національного парку росте 900 видів рослин, 13 з яких занесено до Червоної книги Литви. 20 % (2922 га) території парку вкрито дюнною й лучною рослинністю. Сильні вітри, рухомі піски, сухі ґрунти, солона вода, часті зміни погоди роблять природні умови прибережної рівнини схожими на умови в степах Європи. Із заходу на схід, від Балтійського моря до Куршської затоки одна природна зона змінює іншу:
- пляж із поодинокими рослинами балтійської морської гірчиці (Cakile baltica).
- дюни вкриті піщанкою високою (Honckenya peploides), пісколюбкою (Ammophila arenaria), колосняком піщаним (Leymus arenarius), кураєм поташевим (Salsola kali) іншими галофітами, що становлять перший бар'єр для рухомого піску. Ростуть чина японська (Lathyrus japonicus), козлоборіднік різнонасінневий (Tragopogon heterospermus), нечуйвітер зонтичний (Hieracium umbellatum), морська фіалка (Viola litoralis), льнянка балтійська (Linaria loeselii). На східних схилах дюн ростуть лещиця волотиста (Gypsophila paniculata) і миколайчики приморські (Eryngium maritimum) із глибоким корінням. Поодинокі верболози, сосни й зарості троянди зморшкуватої (Rosa rugosa).
- піщані рівнини за дюнами узбережжя вкриті агалик-травою гірською (Jasione montana), срібною травою (Corynephorus canescens), кострицею (Festuca arenaria), осокою піщаною (Carex arenaria), чебрецем (Thymus serpyllum). Вологі місцини — верболозом (Salix pentandra) і водянкою (Empetrum nigrum).
- закріплені піски вкриті мішаними лісами, кора дерев густо вкрита лишайниками. Більша частина рухливих пісків була штучно заліснена ще до 1938 року.
- великі дюни вкриті сосновими лісами карликової гірської сосни (Pinus montana) із трав'янистими формаціями прибережних дюн із домішкою цмину (Helichrysum).
- лагуни узбережжя вкривають березові ліси із трав'янистими формаціями піщаних міждюнних рівнин. Очерет (Phragmites australis) захищає узбережжя від ерозії. Тут буяють зарості схеноплектуса табернемонтана (Schoenoplectus tabernaemontani), ситнягу болотного (Eleocharis palustris), осоки (Carex acutiformis)

70 % (6852 га) території парку вкрито мішаними лісами (переважно хвойними), половина з яких штучного походження: 53 % деревостою сосна звичайна (Pinus silvestris), 27 % — інтродукована у 1850 році карликова гірська сосна (Pinus montana). Гірська сосна не росте на дюнах вище 1 м, хоч у горах Центральної Європи сягає 10 м. Також зустрічаються сосна Банкса (Pinus banksiana), чорна (Pinus nigra), веймутова (Pinus strobus), м'якоголкова (Pinus muricata), кримська (Pinus palasiana). У національному парку 68 га ялинників: ялина європейська (Picea abies), біла (Picea glauca) і колюча (Picea pungens). З інших хвойних зустрічаються: ялівець звичайний (Juniperus communis), ялиця біла (Abies alba), ялиця одноколірна (Abies concolor), модрина європейська (Larix decidua), псевдотсуга сіра (Pseudotsuga caesia).

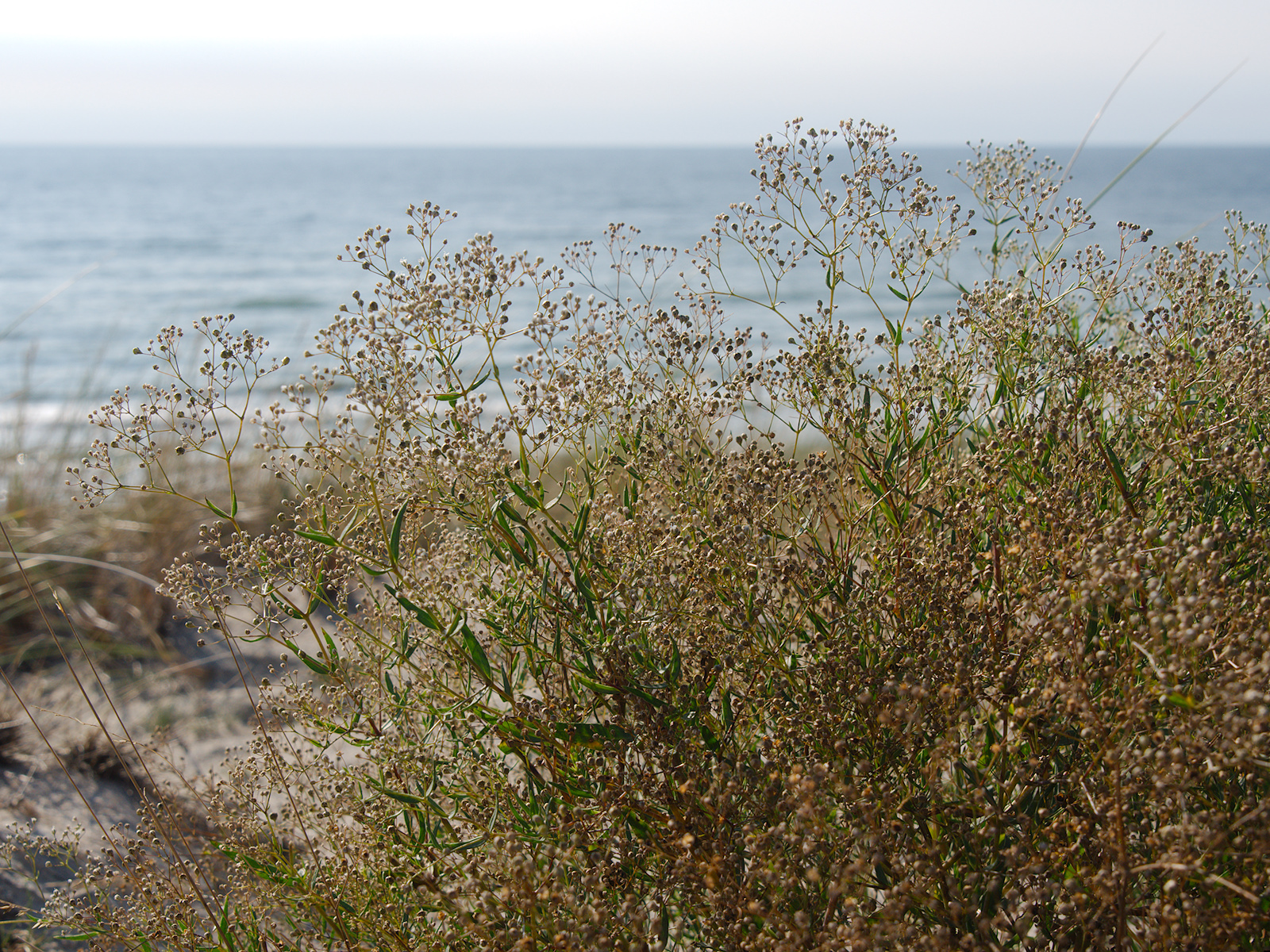
Лещиця (Gypsophila paniculata) на дюнах узбережжя
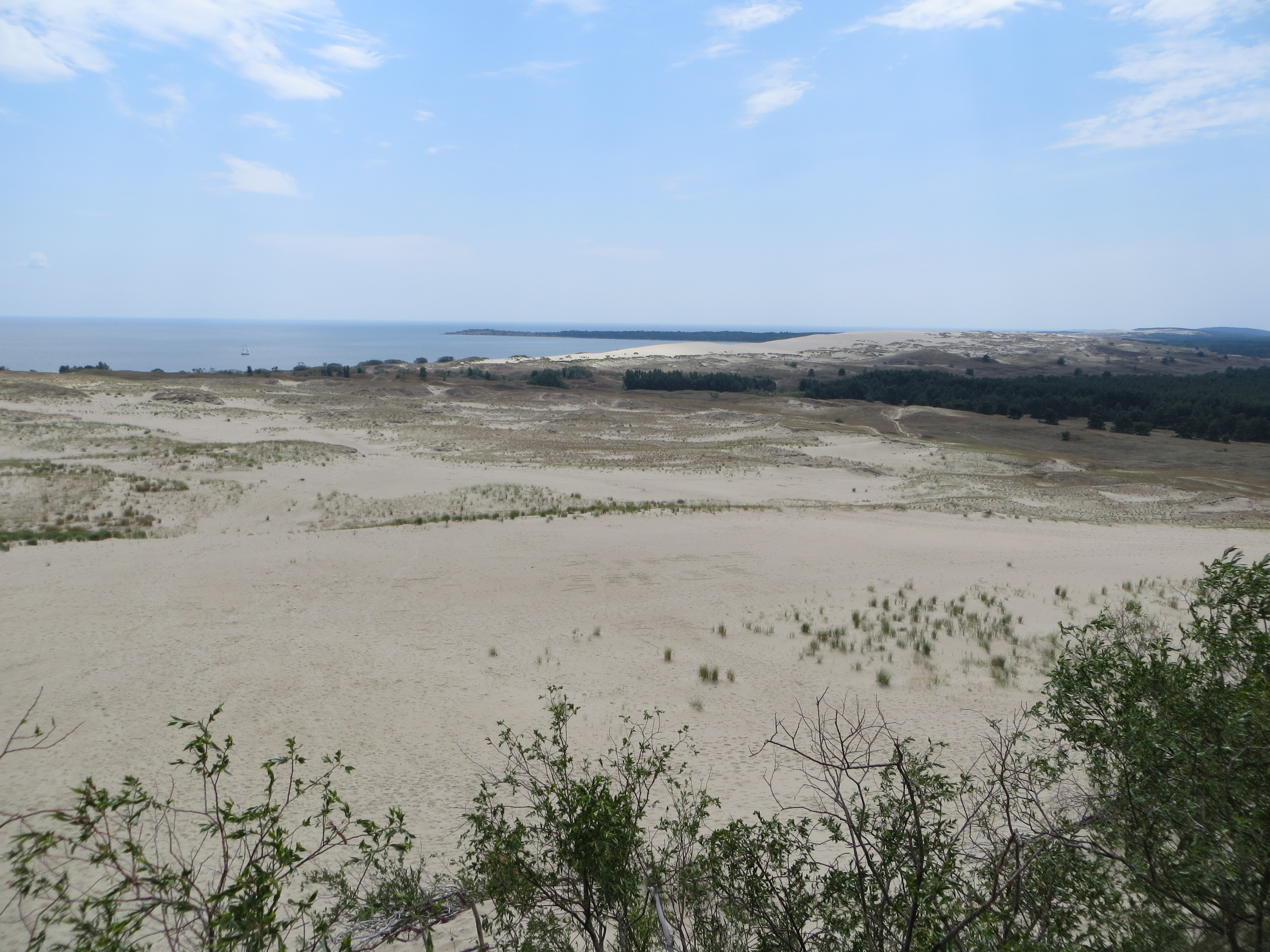
Рослинність піщаних рівнин
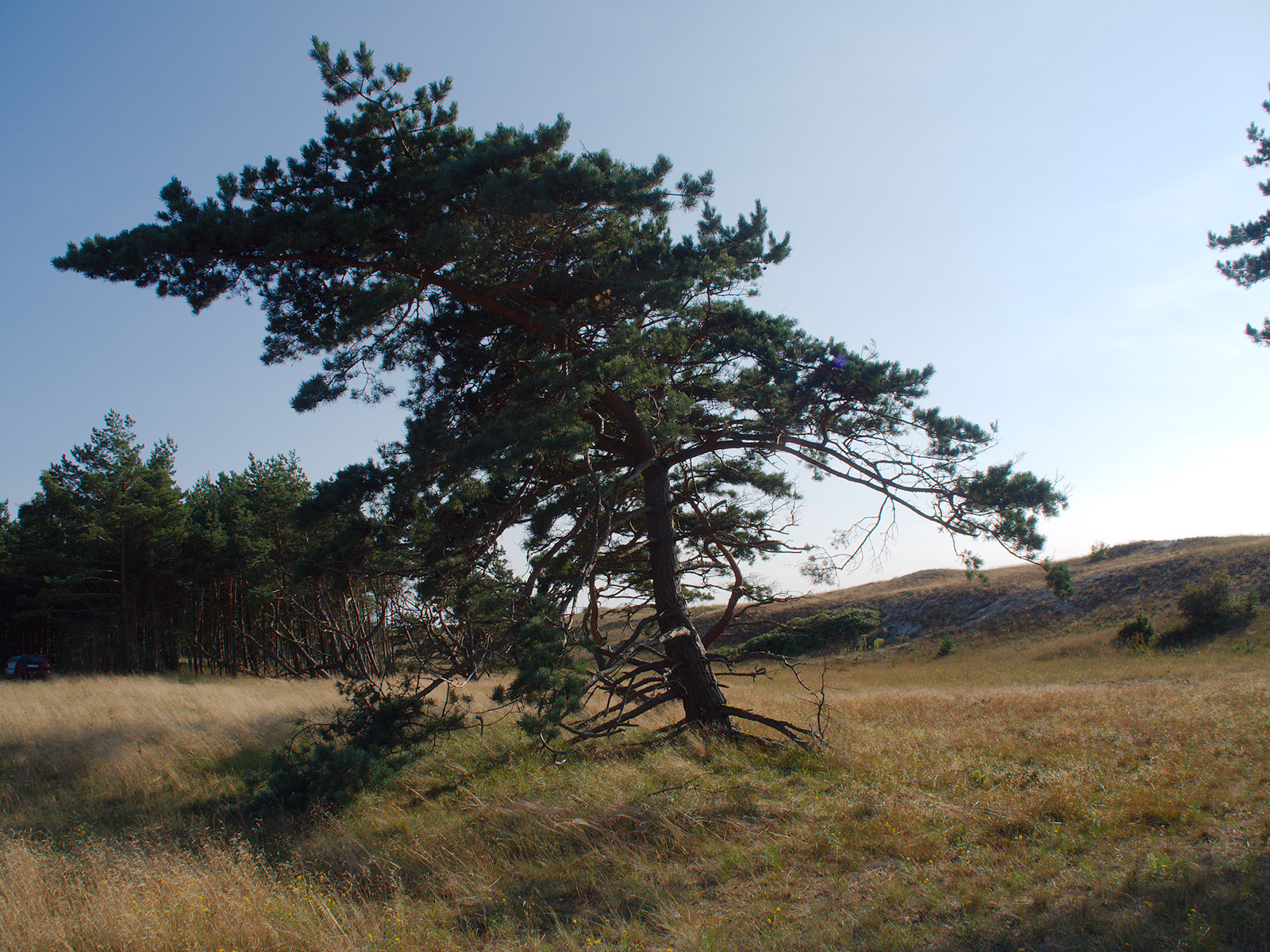
Закріплені піски
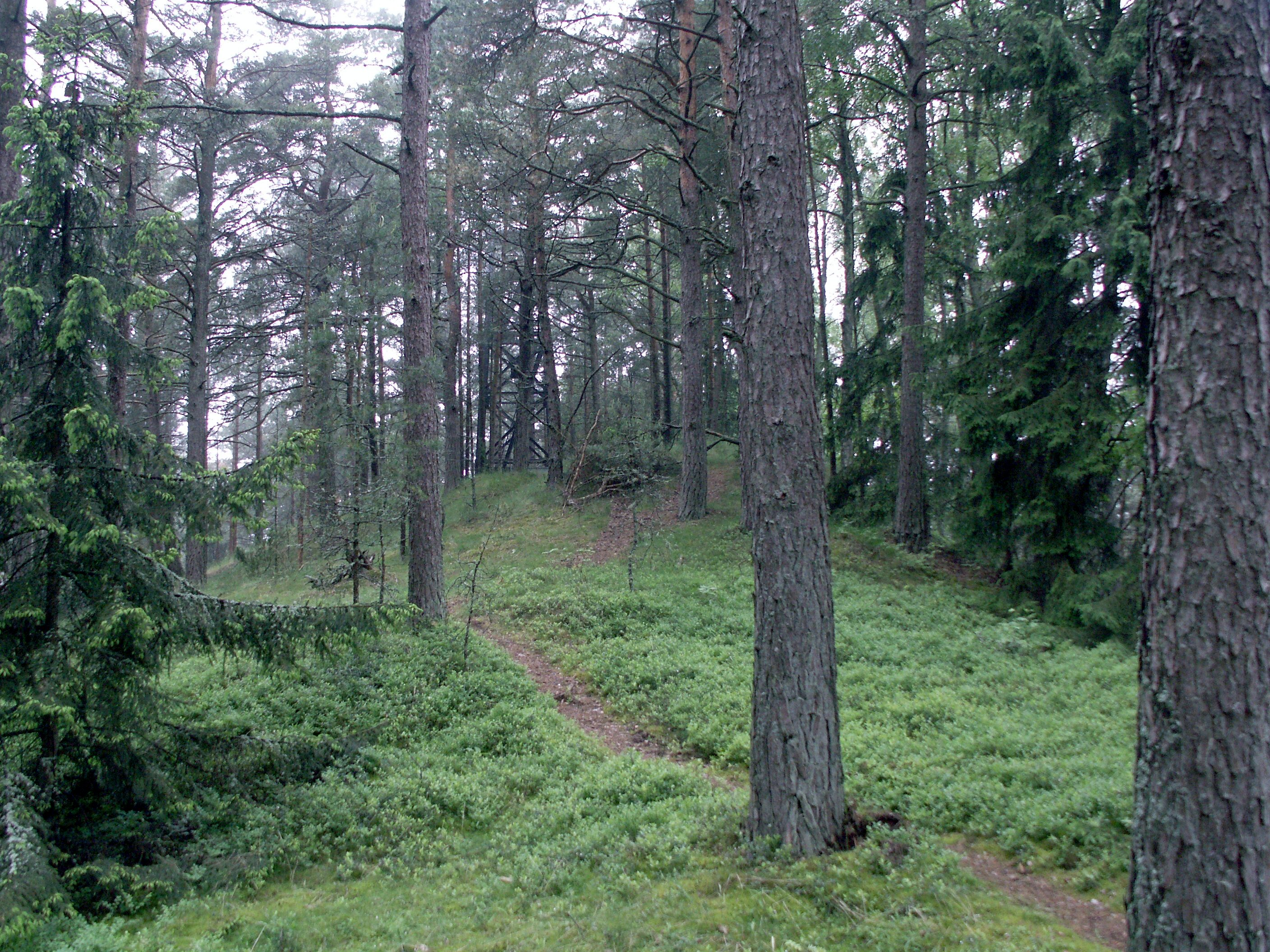
Ліс на дюнах в Юодкранті
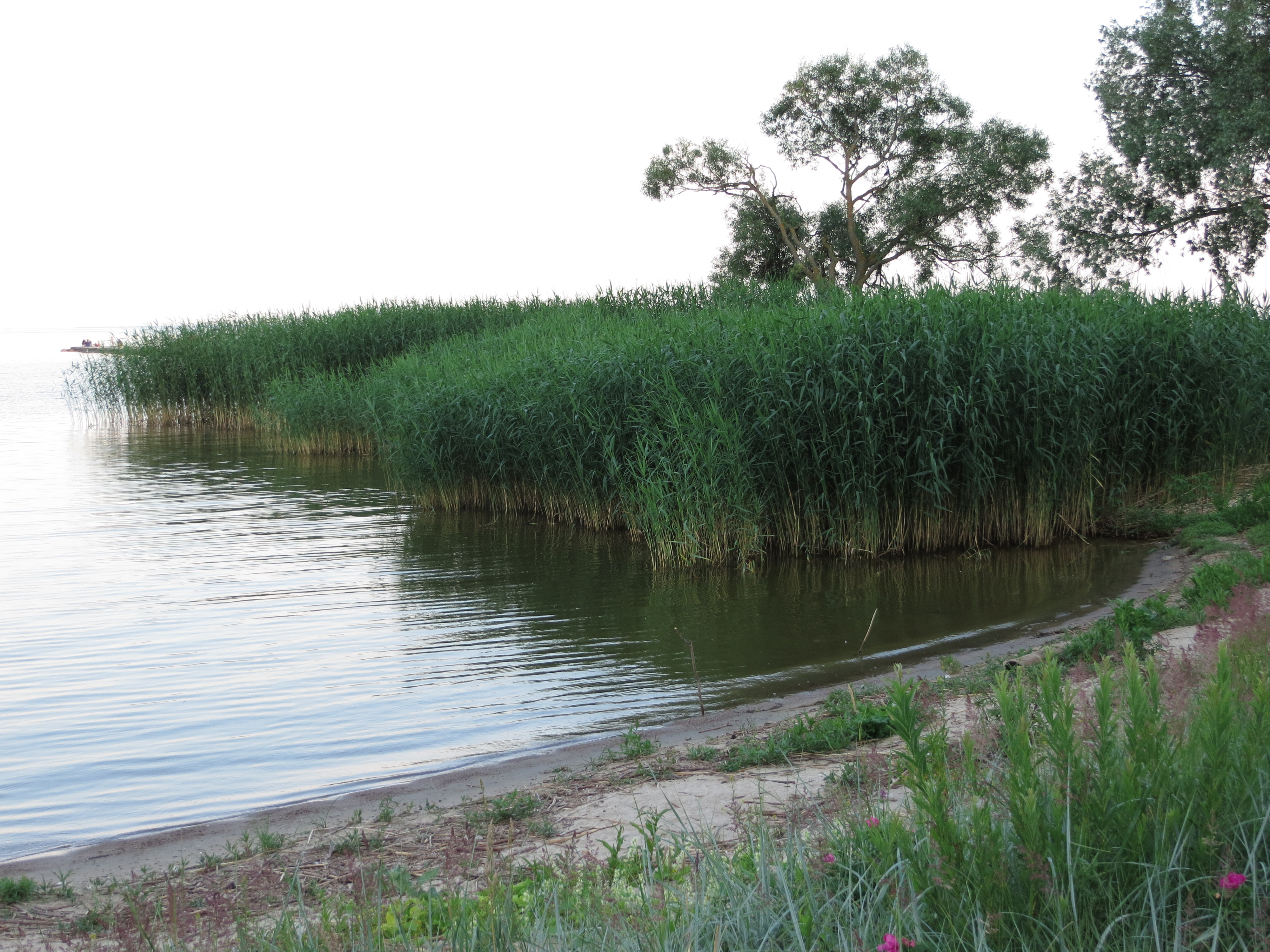
Очерет в Куршській затоці

З листяних порід найбільше зустрічається береза (Betula) із невеличкою домішкою сосни — 1028 га, вільшаники (Alnus) 206 га, дуб (Quercus) і ясен (Fraxinus) — декілька га. На піщаних дюнах було інтродуковано клен польовий (Acer campestre), татарський (Acer tataricum), американський (Acer negundo), явір (Acer pseudoplatanus), бук лісовий (Fagus sylvatica), ясен пенсильванський (Fraxinus pennsylvanica), бирючина звичайна (Ligustrum vulgare).
Найдавніші (100—150 років) природні ліси з сосни, ялини і дуба ростуть поряд з Юодкранте на давніх параболічних дюнах. Тут можна зустріти рідкісну в Литві ліннею північну (Linnaea borealis). У вологих місцинах поблизу Сірих дюн зустрічається комахоїдна росичка (Drosera rotundifolia).

## Фауна
На території національного парку зустрічається 40 видів ссавців. Найбільший з них — лось (Alces alces), символ Куршської коси. Лосі були винищені під час Другої світової війни, але знов з'явились у 1948 році. Через те, що лосі активно під'їдають молоді сосни, на них щорічно видають мисливські квоти. Станом на 2014 рік в межах парку живе 30 голів. Дика свиня (Sus scrofa) менша за розмірами ніж континентальна, в голодні сезони підходить до осель у пошуках їжі. Досить поширені: козулі (Capreolus capreolus), заєць-русак (Lepus europaeus), лисиця (Vulpes vulpes); зустрічаються: борсук (Meles meles), єнот уссурійський (Nyctereutes procyonoides), куниця лісова (Martes martes), горностай (Mustela erminea), ласиця мала (Mustela nivalis), ондатра (Ondatra zibethica), візон (Mustela vison), видра річкова (Lutra lutra), інколи на узбережжі з'являється тев'як (Halichoerus grypus). Малодослідженою залишається фауна рукокрилих і гризунів. У листяному опаді можна зустріти мишака жовтогрудого (Apodemus flavicollis) і мідиць (Sorex).

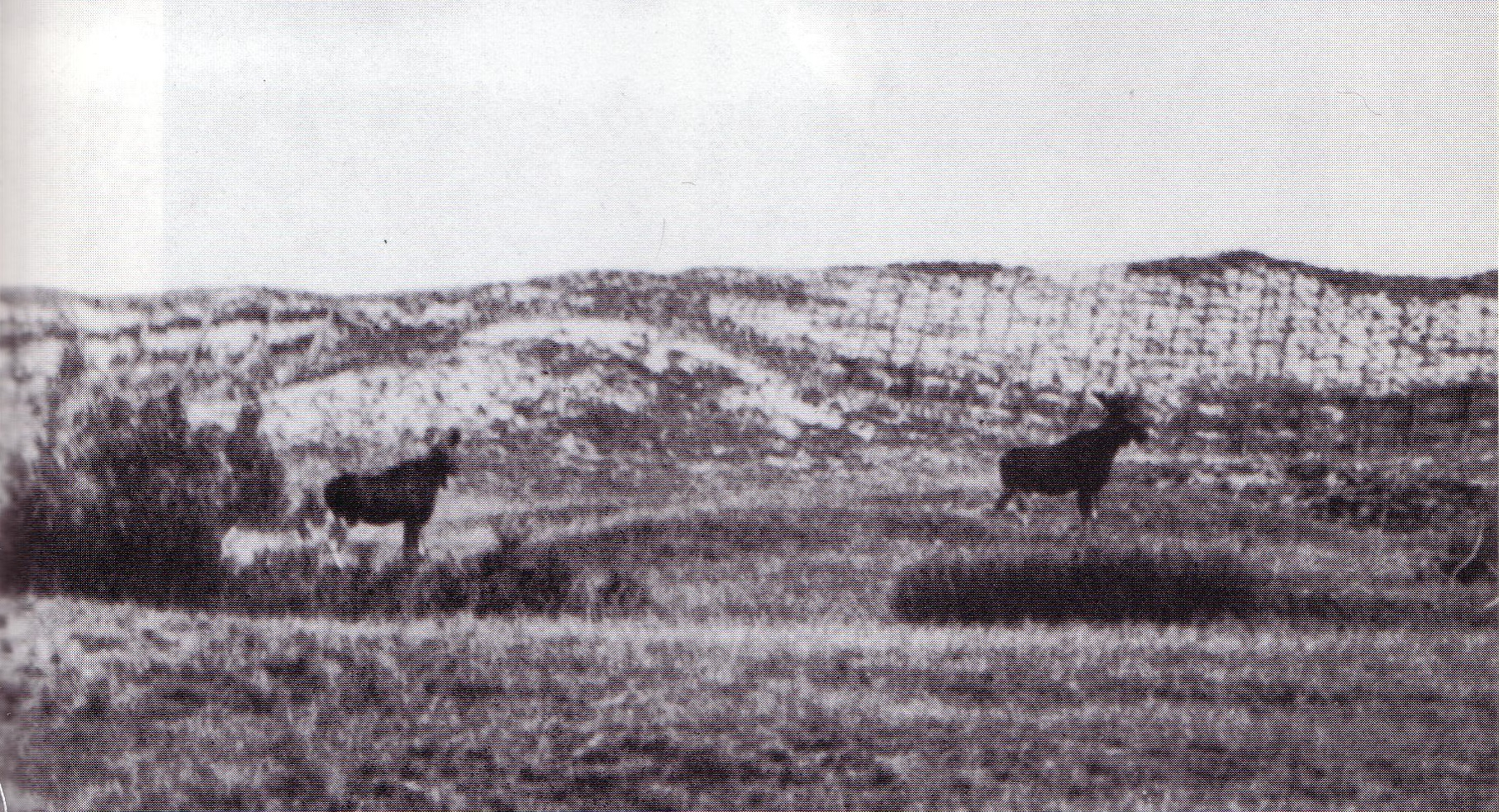
Лосі (Alces alces) у дюнах, 1900 рік
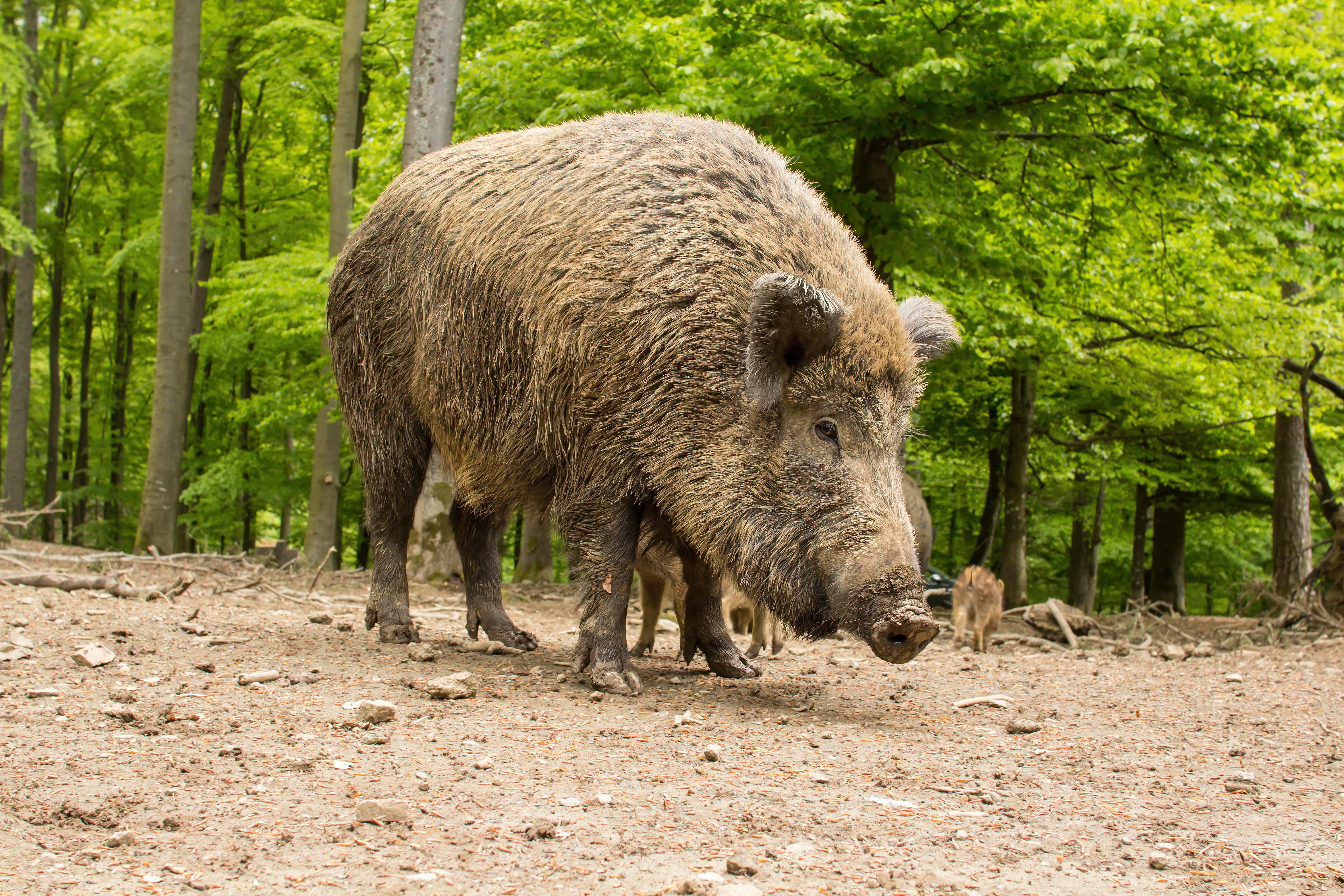
Дика свиня (Sus scrofa)
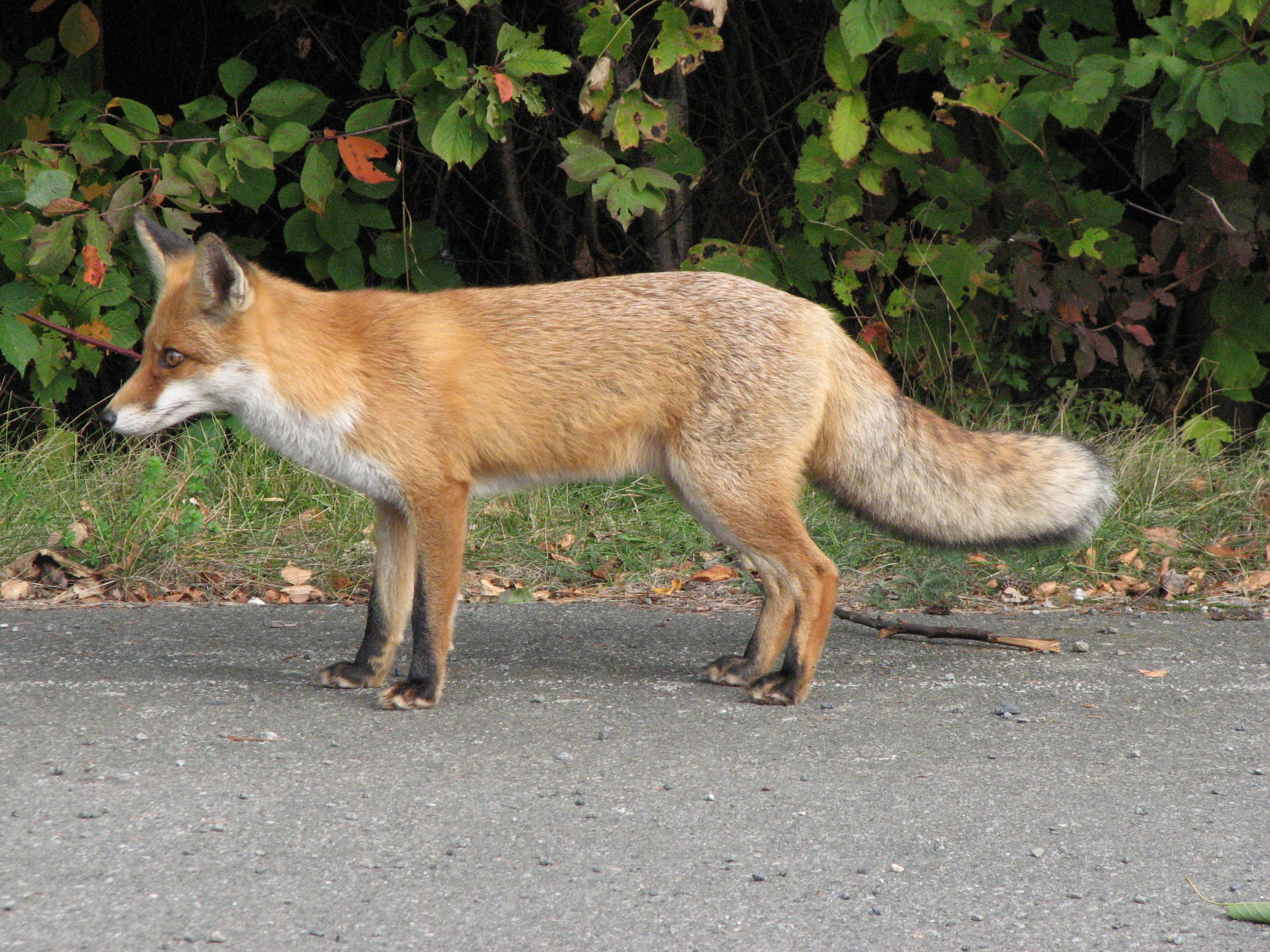
Руда лисиця (Vulpes vulpes)
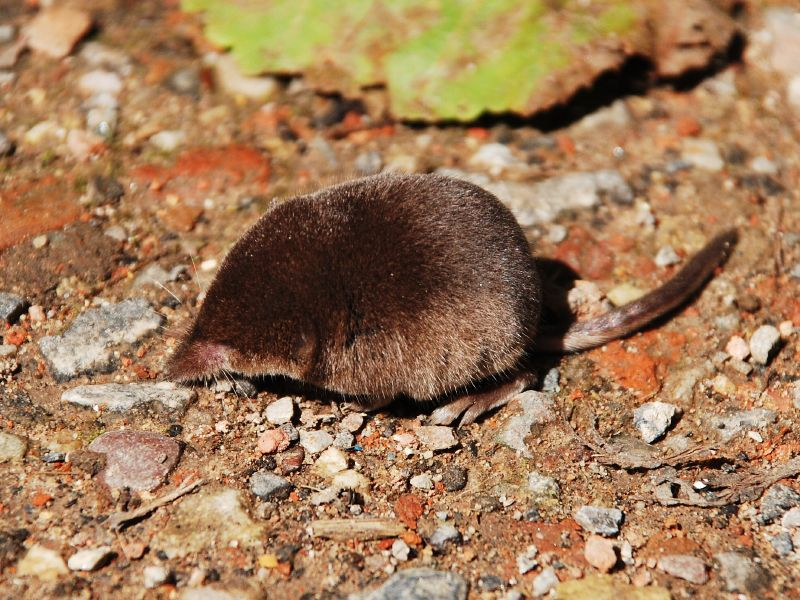
Мідиця (Sorex)
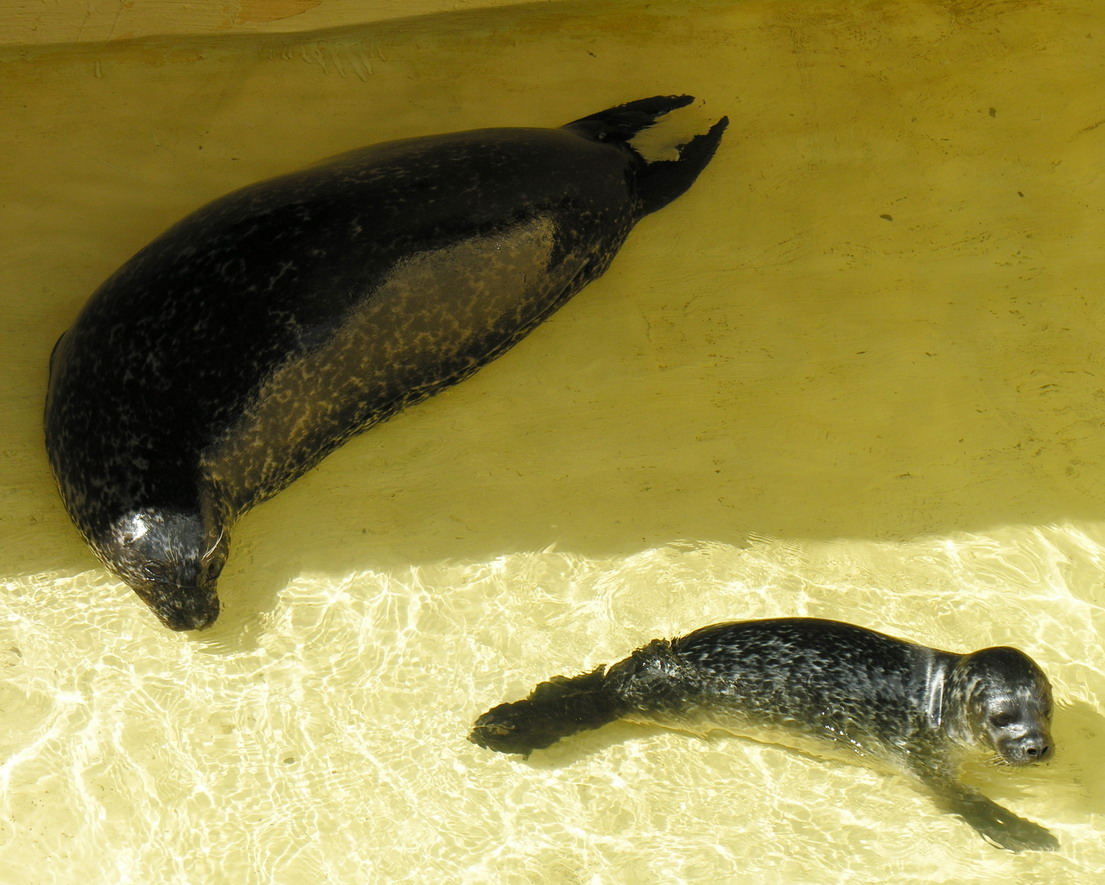
Тев'як, Клайпедський морський музей

На відміну від континенту, птахи не полишають Куршську косу восени й взимку. Понад 300 видів птахів населяють територію парку. Через косу проходить шлях міграції птахів з Білого моря (10-11 тис. щорічно). У Юдкранті збудована станція спостереження за птахами що мігрують. Навесні й восени парк наповнюється різноманітними птахами: зяблики (Fringilla), синиці (Parus), яструб малий (Accipiter nisus), канюки (Buteo), скопи (Pandion haliaätus), луні (Circus), на мілинах лагуни качки (Anatidae), пірникози (Podiceps), лебідь американський (Cygnus columbianus) і кликун (Cygnus Cygnus), на пляжах побережник чорногрудий (Calidris alpina), кульон великий (Numenius arquata), веретенники (Limosa), кулик-сорока (Haematopus ostralegus), чорні (Chlidonias niger) і річкові крячки (Sterna hirundo), мартини (Larus). У літній сезон на косі гніздується більше 100 видів птахів: жайворонки (Alauda arvensis), зяблики (Fringilla coelebs), вівчарики (Phylloscopus), вільшанки (Erithacus rubecula), дрозди (Turdus), синиці (Parus), очеретянки (Acrocephalus), пірникоза велика (Podiceps cristatus), крижні (Anas platyrhynchos) і лебедів-шипунів (Cygnus olor). З рідкісних птахів гніздуються орлан-білохвіст (Haliaëtus albicilla), шуліка чорний (Milvus migrans), підсоколик великий (Falco subbuteo), пісочник великий (Charadrius hiaticula), голуб-синяк (Columba oenas), щеврик польовий (Anthus campestris), яскравий галагаз звичайний (Tadorna tadorna).
На косі зимують тисячі водоплавних птахів: синьга (Melanitta nigra) і турпан (Melanitta fusca), морянка (Clangula hyemalis), гагара (Gavia), крех великий (Mergus merganser) і гоголь (Bucephala clangula). В Юодкранті існує найбільша й найстаріша в Литві змішана колонія великих бакланів (Phalacrocorax carbo) і сірих чапель (Ardea cinerea), які дали в 2000 році приплід у 582 і 1360 голів, відповідно.

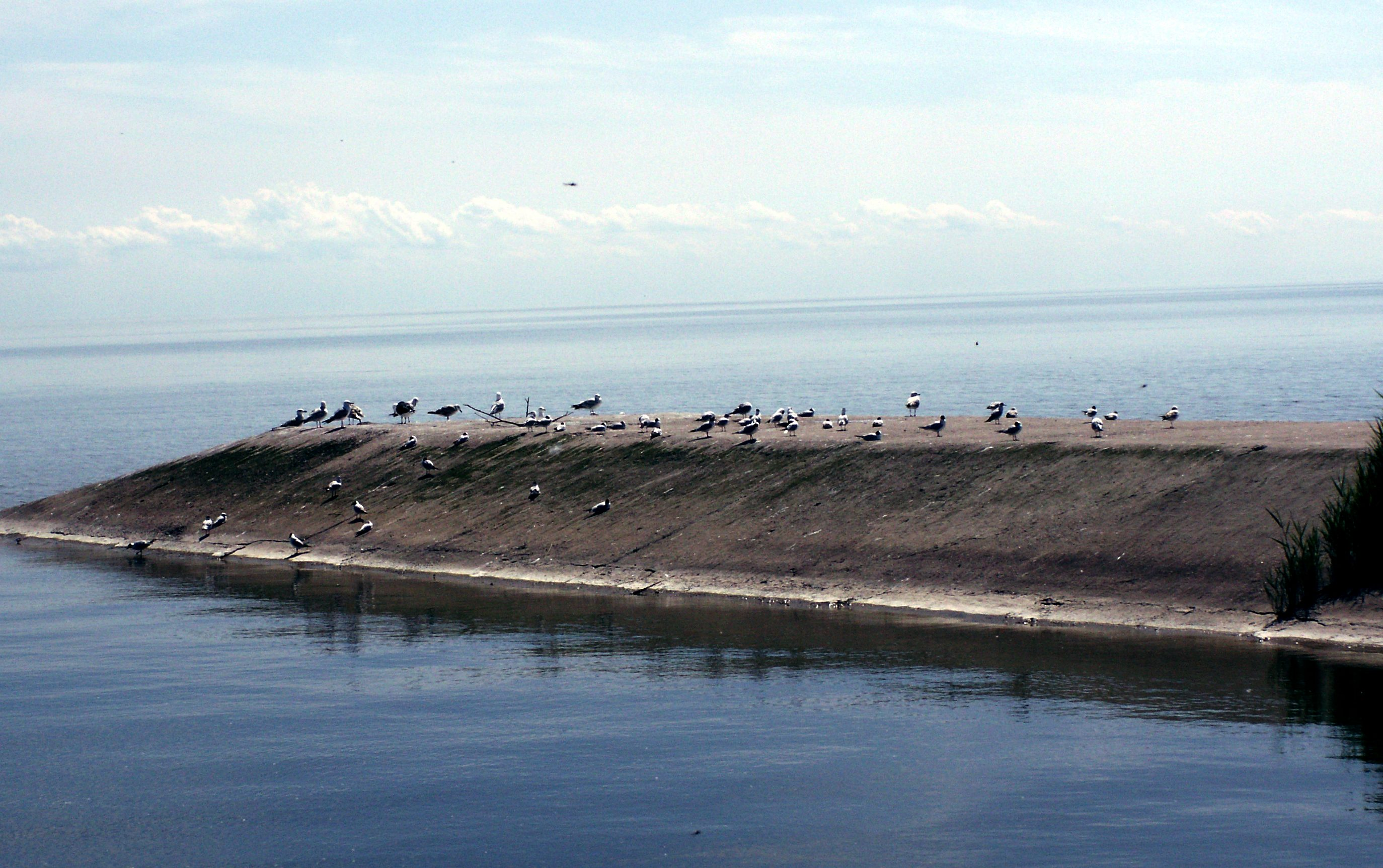
Зграя мартинів (Larus)
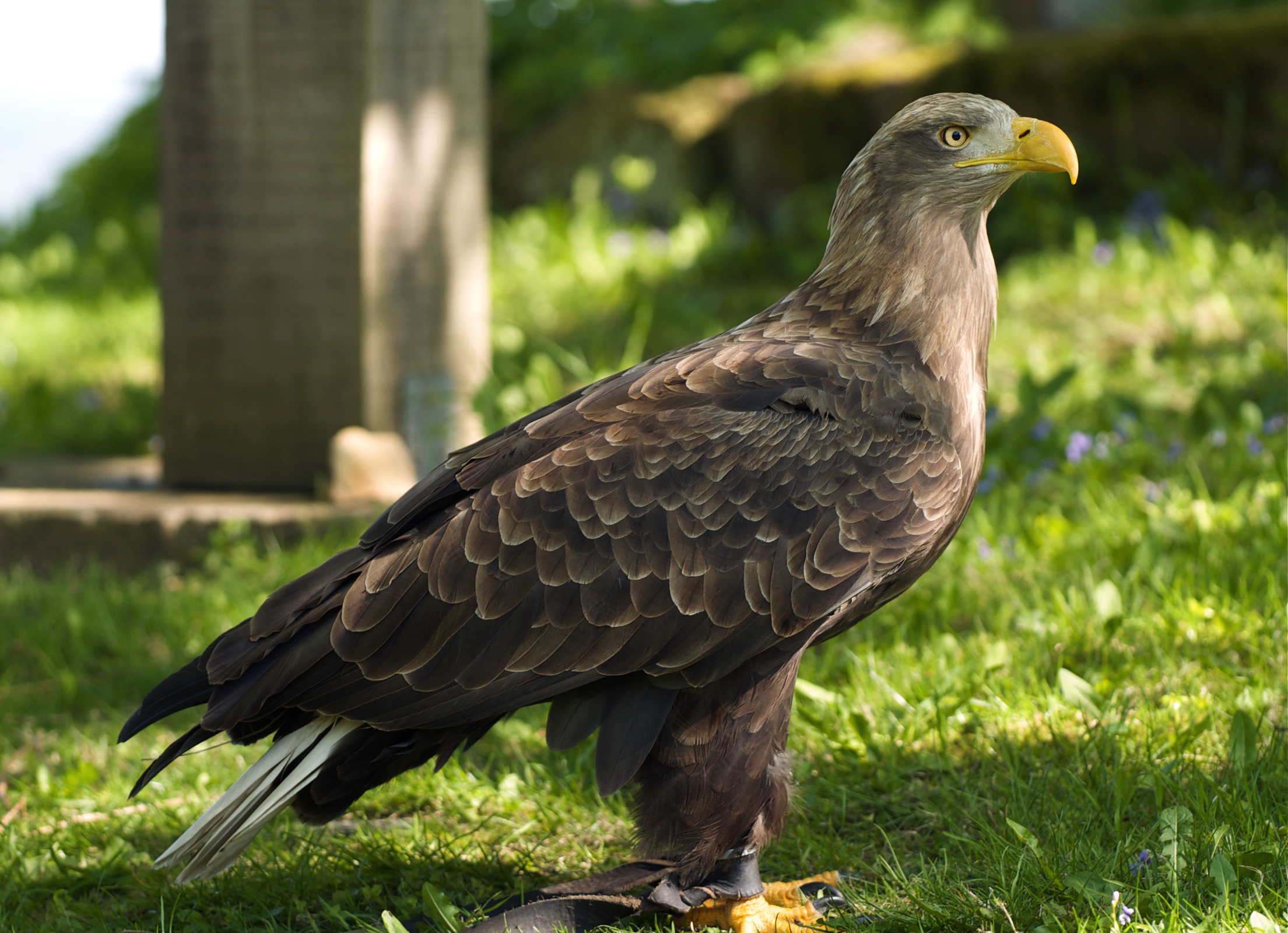
Орлан-білохвіст (Haliaetus albicilla)
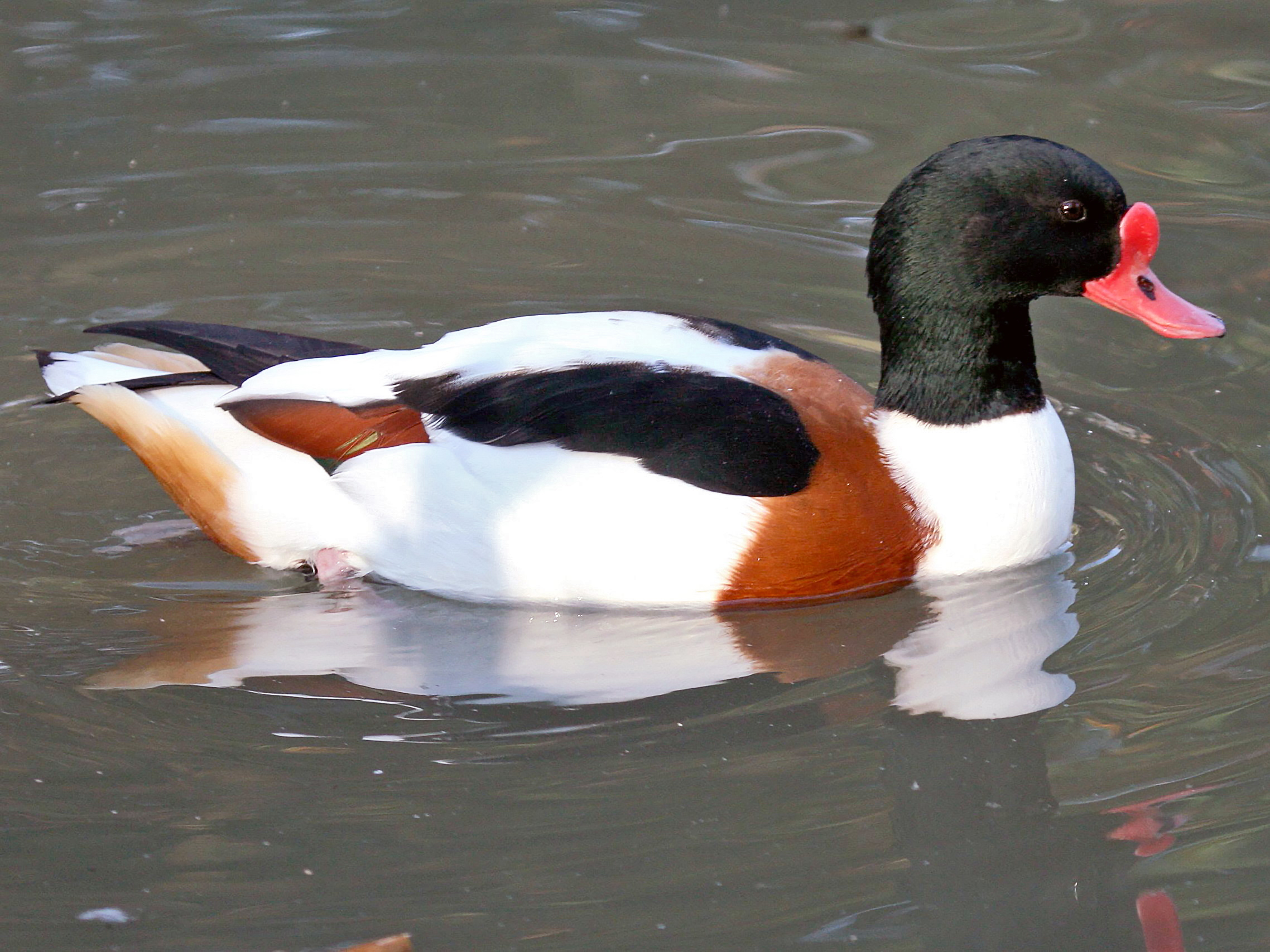
Галагаз (самець) (Tadorna tadorna)
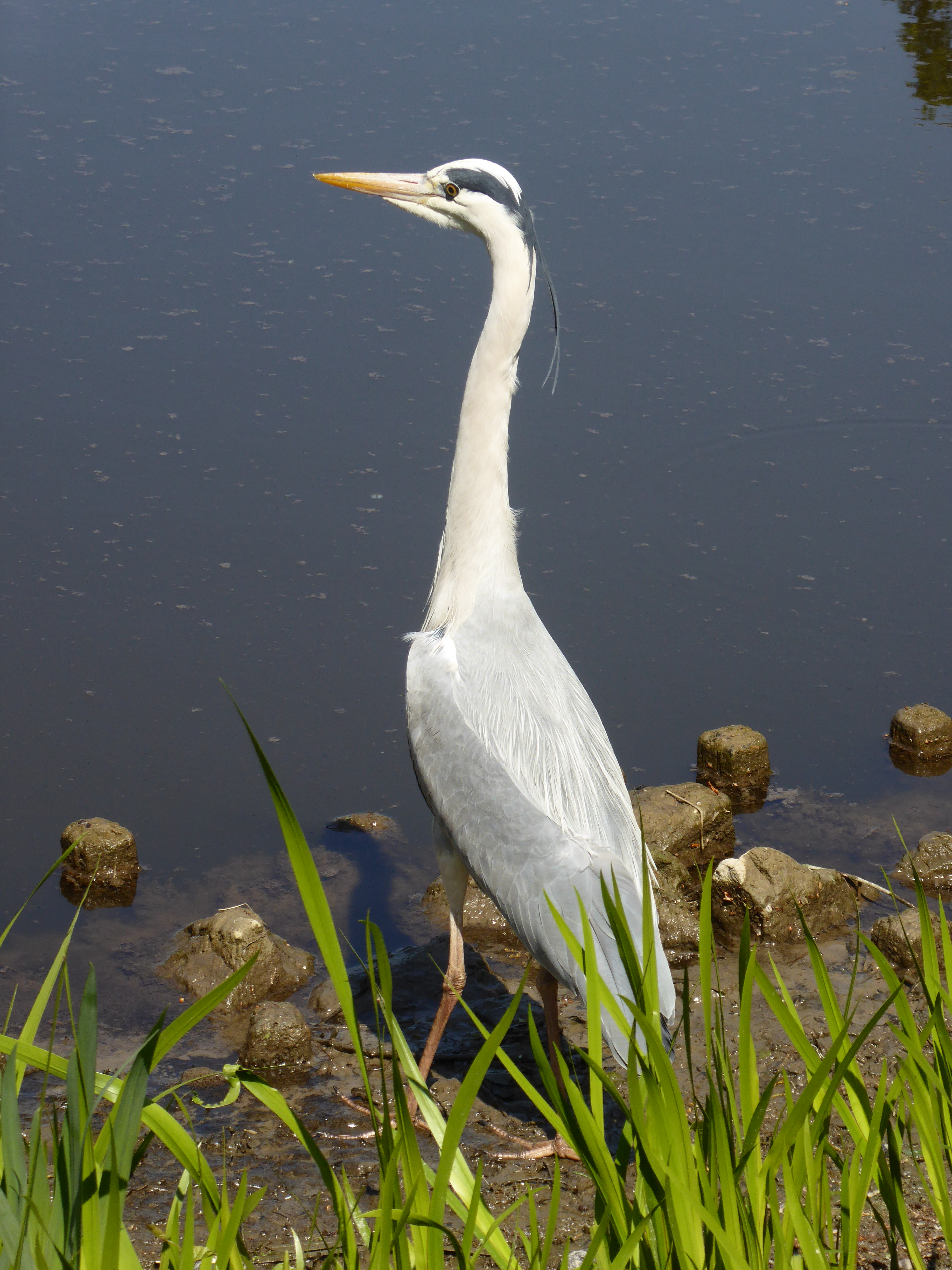
Сіра чапля (Ardea cinerea)
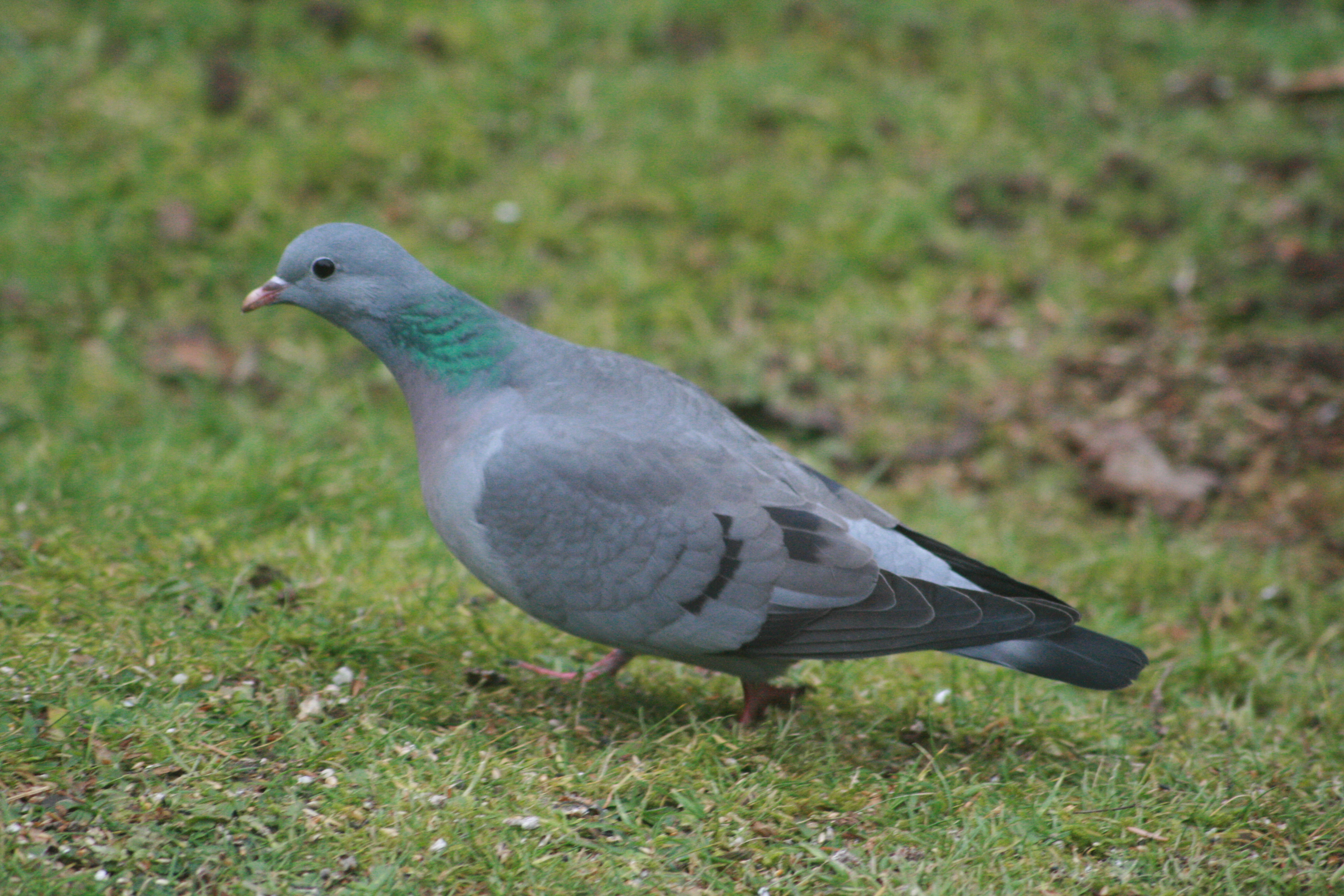
Голуб-синяк (Columba oenas)
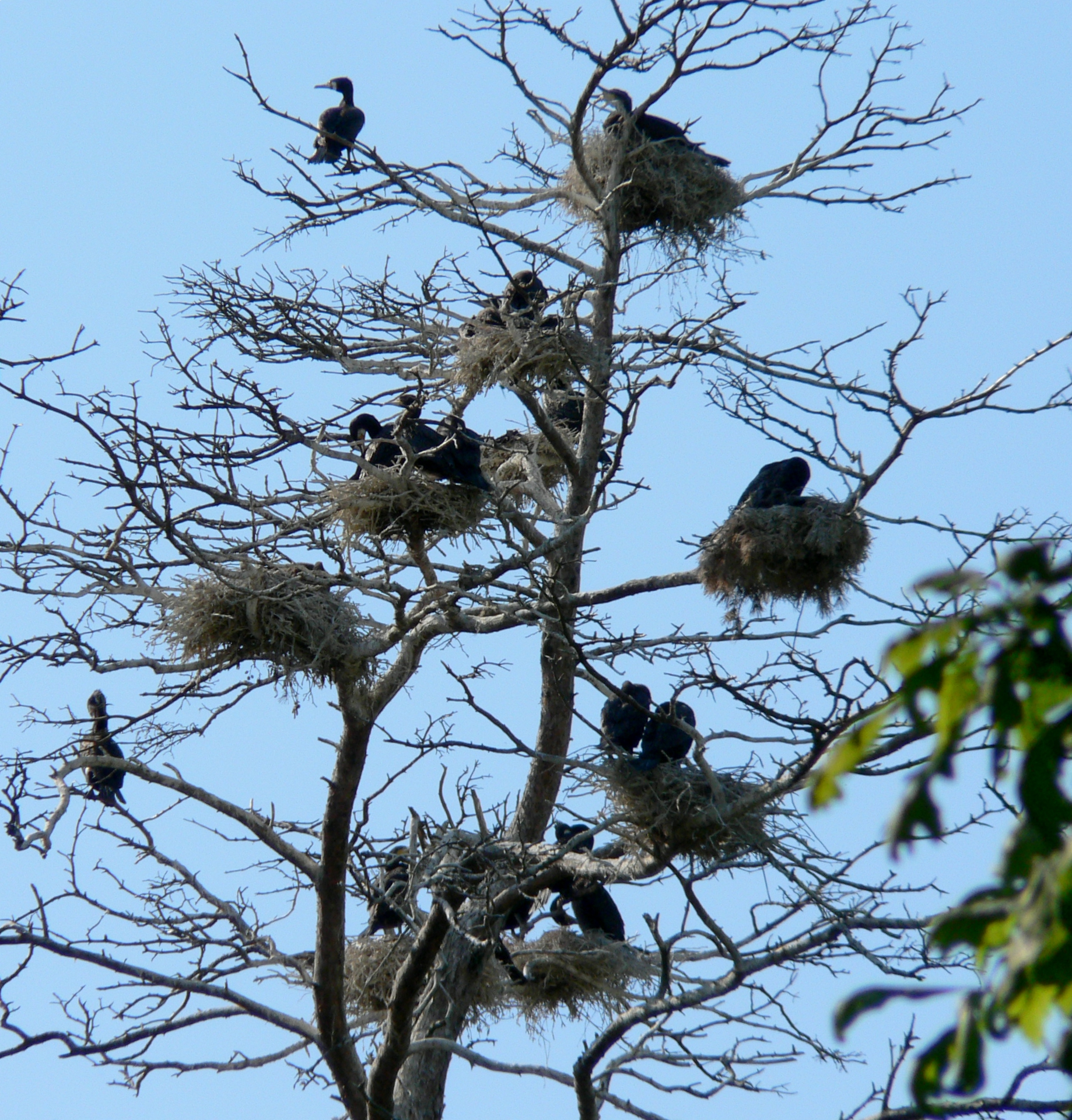
Колонія великих бакланів в Юодкранті

## Населення
На території національного парку 4 рибацьких селища Юодкранте, П'ярвалка, Прейла і Ніда, що були об'єднані 1961 року в єдине поселення Нярінга. Рухомі піски дюн стають причиною занесення старовинних поселень, кладовищ. У період 1675—1854 таким чином щезло 4 селища.